# 宇宙に旅立つ時
『宇宙に旅立つ時』（そらにたびだつとき　原題：Time For The Stars）は、アメリカ合衆国のSF作家ロバート・A・ハインラインが書いた長編SF小説。一部の双子や三つ子が持つテレパシー能力は、光速よりも早く伝達できることが分かった。地球との連絡員として亜光速宇宙船に乗り組んだ青年と、地球に残った兄との相対時間の違いがテーマになっている。

## あらすじ
一卵性双生児には、互いに精神感応（テレパシー）で意識を伝えることのできるペアがいることが分かった。この能力を訓練すれば、遠くまで意識を伝えることができる。その能力は、三つ子以上の場合にも存在した。そして、年齢、人種や性別にも左右されなかった。さらに驚くべきことに、この伝達速度は光速を超えてほとんど瞬時（リアルタイム）に行われるのだ。「長期的展望財団」では、外宇宙探査のための亜光速宇宙船団を飛ばすにあたり、通信員としてこれらの能力者を搭乗させることにした。一人が宇宙船に乗り組み、もう一人は地球に残るか他の宇宙船に乗って、テレパシーで相互の通信を確保するのだ。
双子のトムとパットも、適性テストを受けてこの能力のあることが分かった。2人は訓練を受けて能力を高めた。いまでは、片方が意識を集中して考えたことは、もう一方が頭の中で感じるようになった。探査船団の準備が行われ、宇宙に出るのはパットに決まった。しかし訓練中に、パットは宿舎を抜け出してスキーをし転倒した。彼は腰から下が麻痺して、車椅子を使わなければ移動できなくなった。これは宇宙船乗りとしては致命的だ。その代わりにトムが乗り込むのは当然である。パットが数週間かけて学んだことを、たった2日間で要約して詰め込まれ、残りは情報テープで乗船後に学ぶことになったトムは、トーチシップ「ルイス＆クラーク」に搭乗した。
今回の外宇宙探査の目的は、人類が移住可能な惑星を探すためで、合計12隻の亜光速宇宙船で行われる。これらは3隻づつの4グループに分かれ、各グループは同じ方向に輝く恒星たちを目指した。それぞれの宇宙船が探査を受け持つのは5個から6個の恒星で、探査を終えて地球へ帰還できる確率は30パーセントである。宇宙船は光速を超えることはできないが、それに近い速度までは加速できる。そのため船内での時間の進みは遅くなり、相対的に地球では時間が早く過ぎる。つまり地球に残ったほうは早く歳をとる。宇宙船に乗ったもの同士では、時間の流れはほとんど変わらない。
トムが乗り組んだ「ルイス＆クラーク」（略してL・C、乗員たちはエルシーと呼ぶ）は、他の２隻とグループを組みくじら座タウ星を目指した。３隻の宇宙船のあいだの通信は、一人ずつ乗り組んだ三つ子が担当する。もちろんトムは、地球に残ったパットと連絡をとる。エルシーも他の宇宙船も、貨物船を改装した大型船で、乗組員は200人ほどである。通信の確実性を高めるため、エルシーの通信部門には12人のテレパシー能力者が特別通信員として配置されていた。光速に近づく宇宙船内と地球とのあいだで、時間の進みぐあいのテストが行われ、アインシュタイン理論の正しさが確認された。ある日のこと、グループを組んでいた宇宙船の1隻で、ケンタウルス座アルファ星に向かっていた「ヴァスコ・ダ・ガマ」が行方不明になった。同船は、地球とテレパシーでの通信中に、突然連絡が途絶えたようだ。他の宇宙船からの呼びかけに応答がなく、最後の通信になんの異常の予兆がなかったことから、大きな物体に衝突したかトーチエンジンが爆発して、船体が瞬時に破壊されたと思われた。やがて、ヴァスコ・ダ・ガマのことは忘れられた。
エルシーは、くじら座タウ星に接近した。エルシーの船内時間で1年あまりの間に、地球では10年が過ぎていた。この恒星を廻る軌道に6個の惑星を見つけ、そのうち1個は地球型であることを確認した。地球型惑星は「コンスタンス」と命名され、気圧は地球よりも低いが酸素濃度が高く、人類の移住に適していた。各宇宙船が探査を割り当てられた数個の恒星系のうちに、1個でも地球型惑星があれば探査は大成功である。続いてエルシーはコンスタンスに着陸し、調査を続けた。大気や土壌に毒物は含まれず、船外に出された実験動物もピンピンしている。この発見を地球に通信し、エルシーは燃料となる水を補給して次の目的地、みずへび座ベータ星に向かった。その途上、船内で感染症が流行して32人が死亡した。原因は不明だった。トムが所属する通信部門でも病気で死亡したり、相手のテレパシーが届かなくなったりして、仕事ができるのは6人に減っていた。
みずへび座ベータ星系には、移住に適した惑星がなかった。この時点でトムは21歳、地球に残ったパットは54歳になっていた。地球との連絡を保っている宇宙船は、7隻に減っている。エルシーは、外惑星のアンモニアの海で燃料を補給しほうおう座に進路を向けた。次の目的地は、地球から見ると暗いので、星表番号でしか呼ばれていない恒星だ。
ここも調査する価値はなかった。それでも、エルシーが最初に発見した惑星コンスタンスへ移住船団が向かっているという、うれしいニュースがあった。次にエルシーは、くじら座ベータ星に向かった。
くじら座ベータ星系は「当たり」であった。エルシーは水に覆われた地球型惑星を発見し「エリシア」と命名した。調査の結果はあらゆる点で合格だった。エルシーは海に着水し、綿密な調査を続けた。海には魚のような生物が、島々には鳥に似た生物がいたが、知的生物はいない。到着して二週間後に悲劇が起こった。乗組員は交代で島に上陸し英気を養っていた。交代するグループがボートで島へ向かう途中、海から出てきた触手によって水中へ引きずりこまれた。島にいたグループも襲われた。救助に向かったヘリコプターは、水中から発射された水流で撃墜された。海の中には、未知の知的生物がいるようだ。いまエルシーの船内に残っているのは30人とちょっと。スウェンソン船長は死亡し、アーカート予備船長が指揮をとっている。トムの特別通信部も3人だけが残っていた。
アーカート予備船長は、財団からの指令に従って探査を続行するため、ほうおう座アルファ星へ向かうことを主張した。だが大勢の乗員を失った船内では、地球に戻りたいという意見も多かった。決断がつかないまま、エリシアの周回軌道を回るエルシー。いまや連絡のつく宇宙船は4隻のみ。エルシーと地球とのあいだで、暗号通信文のやりとりが行われた。そして、アーカート予備船長が発表した。「エルシーは1ヶ月間ここに留まり、地球からの救助船を待つ」。トムたちよりも年数が経過していた地球では、リアルタイムで伝わるテレパシーの理論から、光速を超える宇宙船が建造されていたのだ。約束どおり救助船「セランディパティ」が到着して、エルシーも超光速航行できるよう改造された。エルシーが地球に帰還するのに要したのは「数時間」だった。トムは自宅に戻り、生きているパットを抱きしめることができた。

## 主な登場人物
- トム・バートレット - 双子の一方。本作品の主人公。
- パット・バートレット - トムの兄。
- スティーブ・ルーカス - 双子の叔父。
- スウェンソン - 探査宇宙船「ルイス＆クラーク」の船長。
- アーカート - 船長が職務不能になったときの予備船長。

## 船名について
本作品に登場する各トーチシップには、歴史上の探検家たちの名前がつけられている。トムが乗船した「ルイス＆クラーク」は、西暦1804年に北アメリカ大陸のミシシッピ川西方を探検した「ルイス・クラーク探検隊」に因んでいる。

## 日本語訳書誌情報
- 『宇宙に旅立つ時』　酒匂真理子訳　創元推理文庫　1985年11月  ISBN 4-488-61806-5